# Paroxylakis tristis
Paroxylakis tristis är en insektsart som beskrevs av Sigfrid Ingrisch 1998. Paroxylakis tristis ingår i släktet Paroxylakis och familjen vårtbitare. Inga underarter finns listade i Catalogue of Life.